# Модібо Сідібе
Модібо Сідібе (фр. Modibo Sidibé, нар. 7 січня 1970) — малійський футболіст, який грав на позиції захисника у низці малійських клубів та у складі національної збірної Малі.

## Футбольна кар'єра
Модібо Сідібе розпочав виступи на футбольних полях у 1989 році у складі клубу «Джоліба» з Бамако, в якому грав до 1992 року, та двічі став у його складі чемпіоном Малі. У 1992 році Сідібе перейшов до клубу УСФАС з Бамако, в якому грав до 2000 року. У сезоні 2000—2001 років футболіст грав у складі клубу «Поліс», після чого завершив виступи на футбольних полях.
У 1993—1997 роках Модібо Сідібе грав у складі національної збірної Малі. у складі збірної брав участь у домашньому Кубку африканських націй 1994 року, на якому малійська збірна зайняла 4-те місце. Загалом у складі збірної зіграв 20 матчів, у яких відзначився 8 забитими м'ячами.